# 紋別山
紋別山（もんべつやま）もしくは大山（おおやま）は、北海道の紋別市にある標高333.8mの山である。山頂には一等三角点「紋別山」が設置されている。

## 概要
北見山地中央部の北見富士から丸立峠・標高760mの無名峰・白樺峠・立牛岳を連ねる支稜線の先端部に位置する。北側・東側の山麓は紋別市の市街地で地元住民に親しまれた山であり、山頂は紋別市大山山頂園として整備され、中でもオホーツクスカイタワーはテレビ局の中継局としての役割を果たすほか最上階からは紋別市街地、冬期には流氷に覆われたオホーツク海を望むことができるため紋別市の観光要素の一つとなっている。また山頂から山麓にかけて紋別大山スキー場が整備されている。
山名の「紋別」は現在の藻鼈川を指すアイヌ語地名「モペッ（静かな川）」に由来する。またかつては「ポロシリ（大きい・山）」と呼ばれており、それを意訳したものが「大山」である。

## 登山コース
- トレッキングコース（登り：3.8km（約2時間）、下り：2.9km（約1時間））
- ウォーキングコース（一周：2.4km（約1時間））

()